# Inger Taube
Asta Inger Margareta Taube, född Åhman den 14 augusti 1939 i Göteborg, död 23 december 1996 i Oscars församling i Stockholm, var en svensk fotomodell och skådespelare.

## Biografi
Inger Taube var 1958–1961 gift med Sven-Bertil Taube  och är mor till en dotter och Jesper Taube. Inger Taube är gravsatt i minneslunden på Galärvarvskyrkogården i Stockholm.

## Filmografi
- 1959 – Det svänger på slottet
- 1962 – En nolla för mycket
- 1963 – Boo's Ups and Downs
- 1963 – Barnvagnen
- 1964 – Drömpojken
- 1966 – Ska' ru' me' på fest?
- 1965 – Kärlek 65
- 1967 – Livet är stenkul

## Teater

### Roller (ej komplett)
| År   | Roll  | Produktion                      | Regi          | Teater  |
| ---- | ----- | ------------------------------- | ------------- | ------- |
| 1957 | Suzon | Ninotchka Marc-Gilbert Sauvajon | Sven Lindberg | Intiman |

### Fotnoter
1. ↑  ”Inger Taube”. Svensk Filmdatabas. http://www.sfi.se/sv/svensk-filmdatabas/Item/?type=PERSON&itemid=66063. Läst 29 juni 2012.
2. ↑  SvenskaGravar
3. ↑  ”Tidningsnotis”. Dagens Nyheter:  s. 6. 15 oktober 1957. https://arkivet.dn.se/tidning/1957-02-05/35/10. Läst 8 januari 2022.